# Peixonauta
Peixonauta é uma série de animação brasileira criada e produzida pela TV PinGuim. A série é centrada em Peixonauta, um peixe dentro de um traje similar ao de um astronauta que o permite voar e respirar fora d'água, em que, junto aos seus amigos Marina e Zico, eles desvendam os mistérios ocorrentes com um ritmo (orquestrado e depois sintetizado) na POP (uma bola mágica e colorida que sempre envia pistas para os protagonistas resolverem algum problema) e, quando conseguirem, a envia uma recompensa.
Destinada ao público infantil, a série estreou no canal Discovery Kids em 20 de abril de 2009, adquirindo bastante sucesso. No mercado internacional a série é comercializada pelos nomes de Peztronauta (espanhol) ou Fishtronaut (inglês). Após o sucesso na TV, Peixonauta também ganhou uma peça de teatro denominada Peixonauta da TV para o Teatro, cuja estreia ocorreu em 21 de setembro de 2013 no Rio de Janeiro.
Em abril de 2014 completando os 5 anos da série foi lançado o filme Peixonauta - Agente Secreto da O.S.T.R.A. para os cinemas. Em julho de 2015, o Discovery Kids estreou uma segunda temporada de 52 novos episódios (totalizando 104 episódios de 11 minutos), com o título As Novas Missões do Peixonauta.
Em abril de 2015 estreou o show musical denominado O Nome dele é... Peixonauta, com 14 músicas compostas por Paulo Tatit especialmente para a franquia, produção teatral do Pia Fraus e direção geral da TV PinGuim. Em 2018 foi lançada a adaptação nos cinemas com o nome Peixonauta - O Filme. Em 2021, a franquia foi adicionada ao catálogo do Netflix.

## Personagens

### Principais
- Peixonauta (dublado por Fábio Lucindo) é protagonista-título da série, um jovem peixe agente especial da O.S.T.R.A melhor amigo de Marina e Zico. Costuma andar sobre a superfície com seu traje especial, similar a de um astronauta e movido a base de bolhas. É praticamente um gênio, pois cria várias máquinas e experimentos que o auxiliam em suas missões ele tem uma paixão secreta pela Rosa.

- Marina (dublada por Fernanda Bullara) é uma menina de 10 anos, amiga de Peixonauta, prima dos irmãos gêmeos Pedro e Juca e neta do Dr. Jardim. Mora com seu avô no Pé-de-feijão e assim como Peixonauta também é uma agente especial da O.S.T.R.A. Marina é muito esperta sempre explicando as coisas pros seus amigos. Possui um relógio comunicador que ela usa para se comunicar com Peixonauta a longa distância.

- Zico (dublado por Celso Alves) é um jovem macaco de 12 anos amigo de Peixonauta, vindo da Ilha dos Macacos. Zico é encrenqueiro e um pouco desastrado, mas mesmo assim é um agente da O.S.T.R.A como Peixonauta e Marina. Quando não é muito esperto, ele vive tirando conclusões precipitadas das missões (e muitas vezes requer ajuda de seus amigos para entender as coisas). Seu prato predileto é banana; morre de medo de água (sem saber nadar).

### Secundários
- Dr. Jardim (dublado por Renato Márcio) é avô de Marina e dos gêmeos Pedro e Juca. Cuida do Parque das Árvores Felizes, alimentando os animais e cuidando das árvores. É também muito inteligente sempre ensina coisas para Peixonauta e seus amigos.

- Pedro (dublado por Rogério Viggiani) e Juca (dublado por Raphael Ferreira) são os primos da Marina. Dois garotos gêmeos de 10 anos que vivem bolando planos que muitas vezes acabam, sem querer, fazendo mal ao Parque das Árvores Felizes. Pedro é o de cabelo comprido e camisa verde, enquanto que Juca é o de cabelo curto e camisa preta.

- Agente Chumbo Feliz (dublado por Tatá Guarnieri) é um grande e sábio peixe-mero amigo de Peixonauta. Vive sentado e dormindo numa pedra e sempre dá dicas para ajudar Peixonauta em sua missão.

- Agente Rosa (dublada por Jussara Marques) é uma peixe fêmea cor-de-rosa, amiga de Peixonauta. Trabalha também como uma agente da O.S.T.R.A e sempre o ajuda em missões na água ela tem uma paixão secreta por Peixonauta.

## Exibição
Na TV aberta foi exibido primeiramente pelo SBT, em 2011, onde estreou no programa infantil Carrossel Animado. Em 2012, passou a ser exibido pela TV Cultura, exibindo o programa até 2014. No mesmo ano foi adquirido pela TV Brasil, sendo exibido até 2020. Em 2017 a TV Aparecida também adquiriu a animação mas exibe episódios da temporada antiga. Encontra-se disponível no catálogo do +SBT , Globoplay, Amazon Prime e Looke. Em 05/12/2022, a segunda temporada da animação estreia no canal paytv ZooMoo Kids, presente em todas as operadoras de TV por assinatura.

## Episódios

### Temporada 1
1. O Caso do Sumiço das Cestas de Pique-nique
2. O Caso da Criatura Perdida
3. O Caso da Gosma Nojenta
4. O Caso do Barulho Misterioso
5. O Caso da Troca de Identidades
6. O Caso do Cheiro Esquisito
7. O Caso do Arco-íris Oleoso
8. O Caso dos Amigos Desaparecidos
9. O Caso da Bagunça das Marmotas
10. O Caso do Tremor no Parque
11. O Caso do Aniversário Surpresa
12. O Caso do Desaparecimento do Mel
13. O Caso do Brinquedo Perdido
14. O Caso das Pintinhas Misteriosas
15. O Caso da Noite Fantasma
16. O Caso do Sumiço do Zico
17. O Caso do Dia de Sol
18. O Caso do Macaco Narigudo
19. O Caso do Depósito Bagunçado
20. O Caso da Noite Escura
21. O Caso do Jardim sem Flores
22. O Caso das Sete Cores
23. O Caso do Coelho Desanimado
24. O Caso da Água de Fugiu
25. O Caso do Gigante Encalhado
26. O Caso do Ovo do Kiwi
27. O Caso das Bolhas
28. O Caso do Chumbo Feliz
29. O Caso do Dia Que Era Noite
30. O Caso das Sementes Estranhas
31. O Caso das Gargalhadas
32. O Caso do Xereta Escondido
33. O Caso das Flores Pálidas
34. O Caso das Folhas Voadoras
35. O Caso dos Carneirinhos
36. O Caso das Asas Azuis
37. O Caso do Gelo Derretido
38. O caso dos Gravetos Desaparecidos
39. O Caso do Sumiço dos Grilos
40. O Caso dos Duendes Brilhantes
41. O Caso do Fim do Mundo
42. O Caso das Garrafas Plásticas
43. O caso dos Cachorrinhos
44. O Caso Que Caiu do Céu
45. O Caso da... Qual É Esse Caso Mesmo?
46. O Caso da Grande Chuva
47. O Caso do Presente da Marina
48. O Caso das Areias Escaldantes
49. O Caso da Falta dos Ovos
50. O Caso das Coisas Que Desaparecem
51. O Caso do Desaparecimento do Pedro
52. O Caso dos Três Cantores

### Temporada 2
1. O Caso dos Gatos
2. O Caso do Peixe Mentiroso
3. O Caso do Indiozinho
4. O Caso do Dente Perdido
5. O Caso do Outro Peixonauta
6. O Caso das Peças Quebradas
7. O Caso do Amarelo
8. O Caso do Navio Pirata
9. O Caso dos Golfinhos
10. O Caso das Asas Amarelas
11. O Caso da Frutinha Vermelha
12. O Caso da Árvore Que Voa
13. O Caso do Pequeno, Grande Amigo
14. O Caso do Rio que Sumiu
15. O Caso da Caverna Maravilhosa
16. O Caso do Minutinho
17. O Caso da Marina Conectada
18. O Caso da Briga de Boba
19. O Caso do Havaiano
20. O Caso do Deserto Submarino
21. O Caso do ZZZ
22. O Caso da Chuva de Pedra
23. O Caso do Paredão
24. O Caso da Bagunça Bagunçada
25. O Caso do Bananal do Zico
26. O Caso da Lata Velha
27. O Caso do Primo Do Zico
28. O Caso da Noite Iluminada
29. O Caso do Super-Zico
30. O Caso do Tesouro Escondido
31. O caso da Alta Velocidade
32. O Caso do Peixe Apagado
33. O Caso do Peixe Esquisito
34. O Caso da Máquina de Chover
35. O Caso do Canto Misterioso
36. O Caso da Pedra Que Anda
37. O Caso do Preto e Branco
38. O Caso do Novo Caçula
39. O Caso da Lua
40. O Caso Ovóide
41. O Caso do Julgamento
42. O Caso Eu Quero, Eu Quero, Eu Quero
43. O Caso de Outono
44. O Caso da Turma Dos Bananões
45. O Caso do Mistério Crescente
46. O Caso do Animal Silencioso
47. O Caso do Novo Melhor Amigo
48. O Caso da Casa que Virou Rua
49. O Caso do Monstro
50. O Caso dos Bichos Desconhecidos
51. O Caso das Novas Comidas
52. O Caso das Entregas Malucas

## Franquia

### Agente Secreto da O.S.T.R.A.
Em 10 de maio de 2014 foi lançado para os cinemas paulistas o filme Peixonauta - Agente Secreto da O.S.T.R.A. em comemoração aos 5 anos de exibição da série. O filme foi planejado durante 2 anos e foi lançado meses antes da estreia da 2ª temporada da série. O filme foi uma compilação de 5 episódios do desenho animado, desta vez sem animação ou enredo definidos.

### Filme
Em 23 de junho de 2017 foi lançado uma adaptação nos cinemas, Peixonauta - O Filme. O filme teve Peixonauta, Marina e Zico, indo para a cidade atrás de Pedro, Juca e o Dr. Jardim (até-então desaparecidos), que ao chegar na cidade, a encontram vazia e desabitada. Peixonauta descobre onde estão as pessoas, realizando mais uma importante missão.